# Listă de studiouri de film japoneze
Aceasta este o listă de studiouri de film japoneze
- Art Theatre Guild (ATG)[1]
- Daiei Motion Picture Company
- Asmik Ace
- Daiei Film
- Dainichi Eihai
- Fukuhōdō
- Iwanami Productions
- Kadokawa Pictures
- Kindai Eiga Kyokai
- Knack Productions
- Kurosawa Film Studio
- Million Film
- M. Pathe
- Makino Film Productions
- Manchukuo Film Association
- Marza Animation Planet
- Nikkatsu Corporation[2]
- Shintoho
- Shintōhō Eiga
- Shochiku
- Shochiku Studio
- Taishō Katsuei
- Tennenshoku Katsudō Shashin
- Toei Company
- Toho
- Square Enix Image Studio Division
- Yokota Shōkai
- Yoshizawa Shōten